# Сатядаман

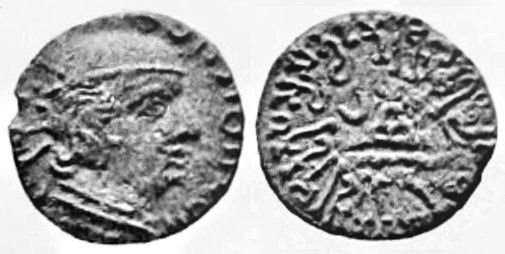
Монета с изображением Сатядамана

Сатядаман — правитель в древнеиндийском государстве Западных Кшатрапов

## Биография
Отцом Сатядамана был Дамаджадасри I.
По предположению Э. Рэпсона, поддержанному рядом исследователей, Сатядаман носил титул кшатрапа в 197—198 годах, когда его старший брат Дживадаман носил титул махакшатрапа.